# Умана-яна
Умана-яна (англ. Umana Yana) — коническое здание с соломенной крышей (хижина) в Джорджтауне (Гайана), выстроенное для Конференции министров иностранных дел организации Движения неприсоединения, проходившей в городе в августе 1972 года в качестве гостиницы и базы отдыха высокопоставленных гостей.
Расположено на северо-западе Джорджтауна в районе Кингстон на Мейн-стрит рядом с отелем Le Meridien Pegasus. В настоящее время Умана-яна входит в популярную часть пейзажей Джорджтауна и используется в качестве выставочного зала и конференц-центра.

## Описание
Здание высотой 16,78 м сделано из соломенных пальмовых листьев аллибанны и асаи и столбов валлаба, скреплённых виноградными лозами мукру, туру и нибби. Гвозди не использовались. Сооружено группой из примерно 60 индейцев племени вай-вай, одного из девяти коренных племён Гайаны. Здание сконструировано как вай-вайские бенабы, или укрытия, которые встречаются в глубине страны. «Умана-яна» — это вай-вайское слово, означающее «место встречи людей». Занимает площадь 460 м², что делает Умана-яну самой большой структурой такого роде в Гайане.

## История
26 августа 1974 года президент Гайаны Форбс Бёрнхем открыл рядом с бенабом «Памятник освобождения Африки» «в память о всех тех, кто боролся и продолжает бороться за свободу от человеческого рабства». Памятник состоит из пяти полированных брёвен Chlorocardium, заключённых в яшму на гранитном постаменте.
7 апреля 2001 года Умана-яна, наряду с Памятником освобождения Африки, была объявлена одним из Национальных памятников Гайаны
Умана-яна была отремонтирована в 2010 году, однако в сентябре 2014 года была уничтожена пожаром. Правительство планировало восстановить национальную достопримечательность с улучшенной вентиляцией и исправить проблемы с электричеством, которые считались причиной пожара. Восстановление было завершено в 2016 году